# Résistance danoise
La Résistance danoise (en danois : Modstandsbevægelsen, « Mouvement de résistance danoise ») désigne la résistance mis en place lors de la Seconde Guerre mondiale au Danemark.

## Histoire
Le 9 avril 1940, le Danemark est occupé par les troupes allemandes. Son gouvernement estime que tout combat serait inutile et signe un pacte avec l'envahisseur, afin de « garantir l'ordre et le calme dans le royaume ».  
La première manifestation de résistance demeure celle de l'ambassadeur du Danemark aux États-Unis, qui refusant d'obéir au gouvernement de Copenhague, décide de mettre à la disposition des Américains les bases danoises au Groenland. Il s'agit de la toute première manifestation du mouvement danois de libération. En raison des dispositions initialement clémentes où l'occupation nazie autorisa le gouvernement démocratique à rester au pouvoir, le mouvement de résistance a été plus lent à se développer que dans certains autres pays. Ce n'est qu'à partir de 1943 que le mouvement commence à prendre de l'ampleur, les deux principaux groupes étant le BOPA communiste (Borgerlige Partisaner, partisans civils) et le Holger Danske, tous deux basés à Copenhague. 
Les principales activités de la résistance danoise allaient de la publication de journaux clandestins à l'espionnage et au sabotage. 
Elle permet par ailleurs l'important sauvetage des juifs du Danemark notamment en octobre 1943, où les autorités danoises prévenues d'une rafle encouragent les pêcheurs danois à emmener les juifs en Suède. Cet acte héroïque collectif est reconnu par Yad Vashem de façon exceptionnelle comme Juste parmi les nations, cette distinction étant normalement une médaille individuelle.

## Membres notoires

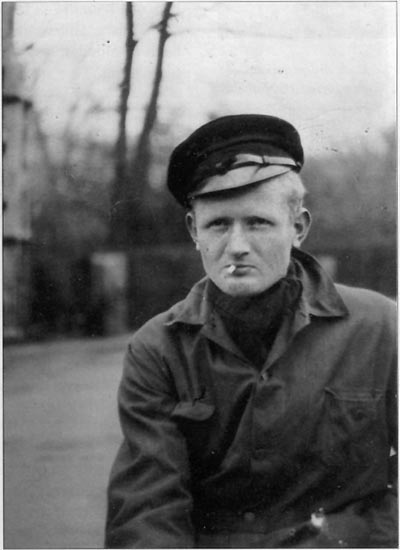
Le résistant danois Bent Faurschou-Hviid (surnommé La Flamme) en 1944.

- Christer Lyst Hansen
- Mogens Fog
- Flemming Muus
- Monica Wichfeld
- Varinka Wichfeld-Muus
- Niels Eberhard Petersen
- Ove Kampman
- Poul Kristian Brandt Rehberg
- Poul Bruun
- Marius Fiil
- Niels Fiil
- Frode Jakobsen
- Jørgen Kieler
- Thomas Sneum
- Birte Høeg Brask
- Jørgen Haagen Schmith (Citronen)
- Bent Faurschou-Hviid (Flammen)
- John Christmas Møller
- Jorgen Strange Lorenzen
- Sven Fage-Pedersen
- David Schultz
- Kim Malthe-Bruun

## Bilan
Le Danemark restera en outre dans l'histoire comme le pays d'Europe ayant montré le plus de courage dans la défense de la communauté israélite face aux nazis. 

## Dans la culture populaire
- Les Soldats de l'ombre, film de Ole Christian Madsen, sorti en 2008.
- Le Vol du Frelon, roman de Ken Follett